# 128602 Careyparish
128602 Careyparish este o planetă minoră (asteroid), cu un diametru de 3,593 km, din centura de asteroizi. A fost descoperită pe 21 august 2004 la Catalina Station⁠(d) de Catalina Sky Survey. 
Obiectul prezintă o orbită caracterizată de o semiaxă mare de 3,1216311538584 UAi, o excentricitate de 0,07, o înclinație de 15,3 ° în raport cu ecliptica.